# Janette Arcanjo
Janette Mara Arcanjo (* 26. Juli 1980) ist eine brasilianische Fußballschiedsrichterassistentin.
Arcanjo stand auf der Liste der FIFA-Schiedsrichter und wurde bei internationalen Fußballpartien eingesetzt.
Bei der Fußball-Weltmeisterschaft 2015 in Kanada leitete Arcanjo gemeinsam mit Yeimy Martínez und Liliana Bejarano ein Gruppenspiel. Zudem war sie Schiedsrichterassistentin bei der Copa América 2014 in Ecuador, beim Algarve-Cup 2015 sowie bei diversen Qualifikations- und Freundschaftsspielen.